# Achlyphila
Achlyphila é um género botânico pertencente à família Xyridaceae.

## Espécies
Apresenta uma única espécie:
- Achlyphila distacha